# 1976 Голяма награда на Нидерландия
1976 Голяма награда на Нидерландия е 21-вото за Голямата награда на Нидерландия и дванадесети кръг от сезон 1976 във Формула 1, провежда се на 29 август 1976 година на пистата Зандворд близо до град Зандворд, Нидерландия.

## Репортаж
След като Енцо Ферари оттегли Скудерия Ферари от ГП на Австрия тимът се върна обратно в колоната с Клей Регацони. Инсайн подписаха с Джаки Икс да кара за тях за остатъка от сезона, докато при Брет Лънгър даде мястото си в Съртис на Кони Андершон, опитен пилот от Формула 3 и мотоциклетист. Шадоу успяха да убедят Том Прайс да остане в отбора като пуснаха в употреба новия DN8. Макларън също решиха да изпробват новия Макларън M26, предназначен за Йохен Мас. Хескет които са взе още без Гай Едуардс, назначиха Ролф Щомелен като негов заместник, докато Боро правят своето завръщане с Лари Пъркинс. Другото ново име в колоната е това на 27-годишния холандец от Амстердам Бой Хайе, чийто спонсор F & S Properties закупиха болида Пенске PC3. Финансови проблеми попречват на РАМ Рейсинг да участват.

### Квалификация
Рони Петерсон изненада всички като постигна пол-позиция (негова първа от ГП на Аржентина 1974 насам) с осем десети пред втория Джеймс Хънт. Прайс с новия Шадоу записа трето време пред обръснатия Джон Уотсън, Регацони, Марио Андрети, Виторио Брамбила, Джоди Шектър, Карлос Паче и Жак Лафит. Единствено Алесандро Писенти-Роси остана извън 26-те места даващи право за участие в състезанието.

### Състезание
За първи път пилотите трябваха да направят загрявъчна обиколка без да се изпреварват, преди да заемат местата си на стартовата решетка. Ханс-Йоахим Щук остана на стартовата си позиция с проблем в съединителя, докато останалите начело с Петерсон потеглиха към първия завой. Уотсън направи опит да изпревари Петерсон в седмата обиколка на завоя Тарзан преди да излезе от трасето. Северно-ирландецът успя да контролира болида но загуби позиция от Хънт. Регацони изпревари Прайс в третата обиколка, след което мина и пред Андрети в осмата. Артуро Мерцарио стана първия отпаднал в шестата обиколка, следван от Андершон с повреда в двигателя. Сънародникът му Гунар Нилсон също имаше лош късмет, след като загуби контрол върху болида си в 10-а обиколка, а Карлос Ройтеман загуби съединителя си обиколка по-късно.
В 12-а обиколка управлението в болида на Петерсон се усложни, което даде шанс на Хънт да го изпревари и да поеме водачеството. Уотсън също изпревари Марч-а, преди да започне да преследва Макларън-а. Проблемите на Щук продължиха като този път двигателя го предаде, а дебютът на Хайе не започна по добър начин, спирайки в бокса за смяна на спукана гума. В 26-а обиколка Уотсън се залепи до Хънт, след което се опита да го изпревари на завоя Тарзан но безуспешно. Регацони изпревари Петерсон в 18-а обиколка, докато Икс си върна формата и изпревари Мас, Депайе, Паче и Брамбила за да се изкачи до седма позиция в 45-а обиколка.
Борбата между Хънт и Уотсън стана все по-оспорвано, преди скоростната кутия да го предаде в 47-ата обиколка. Преди това Емерсон Фитипалди (проблем с електрото в 40-а обиколка) и Пъркинс (катастрофирайки на завоя Бос Юит в 44-та) се присъединиха в списъка с отпадналите. Петерсон получи проблем в двигателя Косуърт, което помогна на Андрети и Прайс да заемат трета и четвърта позиция в 52-рата обиколка. Паче спря Брабам-а си обиколка по-късно с теч в маслото, което причини и отпадането на Лафит в същата обиколка. Нещата се поуспокоиха, преди Андрети да започне да яде от преднината на Регацони за втора позиция. Доброто каране на Икс приключи неочаквано в 66-а обиколка с повреда в електрото.
Регацони и Андрети успяха да застигнат Хънт в трафика, преди англичанина да се откъсне благодарение на Съртис-а на Алън Джоунс, който блокира Ферари-то в най-неподходящия за швейцареца момент. Това е достатъчно за Джеймс да завърши състезанието на почти секунда за своята пета победа (четвърта преди да бъде дисквалифициран от ГП на Великобритания 1976). Регацони успя да удържи втората позиция пред Андрети, докато Прайс завърши малко след тях. Шектър и Брамбила завършиха пети и шести за да вземат последните точки пред Депайе, Джоунс, Мас (който загуби две позиции след завъртане), Жарие, Пескароло и Щомелен.

## Класиране
| Поз | No | Пилот                  | Конструктор       | Обиколки | Време/Отпадане | Място | Точки |
| --- | -- | ---------------------- | ----------------- | -------- | -------------- | ----- | ----- |
| 1   | 11 | Джеймс Хънт            | Макларън-Форд     | 75       | 1:44:52.09     | 2     | 9     |
| 2   | 2  | Клей Регацони          | Ферари            | 75       | + 0.92         | 5     | 6     |
| 3   | 5  | Марио Андрети          | Лотус-Форд        | 75       | + 2.09         | 6     | 4     |
| 4   | 16 | Том Прайс              | Шадоу-Форд        | 75       | + 6.94         | 3     | 3     |
| 5   | 3  | Джоди Шектър           | Тирел-Форд        | 75       | + 22.46        | 8     | 2     |
| 6   | 9  | Виторио Брамбила       | Марч-Форд         | 75       | + 45.03        | 7     | 1     |
| 7   | 4  | Патрик Депайе          | Тирел-Форд        | 75       | + 56.28        | 14    |       |
| 8   | 19 | Алън Джоунс            | Съртис-Форд       | 74       | + 1 Об.        | 16    |       |
| 9   | 12 | Йохен Мас              | Макларън-Форд     | 74       | + 1 Об.        | 15    |       |
| 10  | 17 | Жан-Пиер Жарие         | Шадоу-Форд        | 74       | + 1 Об.        | 20    |       |
| 11  | 38 | Анри Пескароло         | Съртис-Форд       | 74       | + 1 Об.        | 22    |       |
| 12  | 25 | Ролф Щомелен           | Хескет-Форд       | 72       | + 3 Об.        | 25    |       |
| Отп | 22 | Джеки Икс              | Инсайн-Форд       | 66       | Електро        | 11    |       |
| Отп | 39 | Бой Хайе               | Пенске-Форд       | 63       | Полуоска       | 21    |       |
| Отп | 8  | Карлос Паче            | Брабам-Алфа Ромео | 53       | Теч-масло      | 9     |       |
| Отп | 26 | Жак Лафит              | Лижие-Матра       | 53       | Теч-масло      | 10    |       |
| Отп | 10 | Рони Петерсон          | Марч-Форд         | 52       | Налягане-масло | 1     |       |
| Отп | 24 | Харалд Ертъл           | Хескет-Форд       | 49       | Завъртане      | 24    |       |
| Отп | 28 | Джон Уотсън            | Пенске-Форд       | 47       | Ск.кутия       | 4     |       |
| Отп | 27 | Лари Пъркинс           | Боро-Форд         | 44       | Инцидент       | 19    |       |
| Отп | 30 | Емерсон Фитипалди      | Фитипалди-Форд    | 40       | Електро        | 17    |       |
| Отп | 7  | Карлос Ройтеман        | Брабам-Алфа Ромео | 11       | Съединител     | 12    |       |
| Отп | 6  | Гунар Нилсон           | Лотус-Форд        | 10       | Инцидент       | 13    |       |
| Отп | 34 | Ханс-Йоахим Щук        | Марч-Форд         | 9        | Двигател       | 26    |       |
| Отп | 18 | Кони Андершон          | Съртис-Форд       | 9        | Двигател       | 18    |       |
| Отп | 20 | Артуро Мерцарио        | Волф-Форд         | 5        | Инцидент       | 23    |       |
| НКв | 40 | Алесандро Писенти-Роси | Тирел-Форд        |          |                |       |       |

## Класиране след състезанието
| Поз | Пилот         | Точки |
| --- | ------------- | ----- |
| 1   | Ники Лауда    | 61    |
| 2   | Джеймс Хънт   | 47    |
| 3   | Джоди Шектър  | 38    |
| 4   | Патрик Депайе | 26    |
| 5   | Клей Регацони | 22    |
| 6   | Джон Уотсън   | 19    |
| 7   | Жак Лафит     | 16    |
| 8   | Йохен Мас     | 14    |

| Поз | Конструктор       | Точки   |
| --- | ----------------- | ------- |
| 1   | Ферари            | 70      |
| 2   | Макларън-Форд     | 52 (53) |
| 3   | Тирел-Форд        | 51      |
| 4   | Пенске-Форд       | 19      |
| 5   | Лижие-Матра       | 16      |
| 6   | Лотус-Форд        | 16      |
| 7   | Шадоу-Форд        | 10      |
| 8   | Брабам-Алфа Ромео | 9       |